# Atentado contra policías de Dallas de 2016
El atentado contra policías de Dallas de 2016 ocurrió el 7 de julio de 2016 cuando Micah Xavier Johnson emboscó y disparó a un grupo de personas en Dallas, Texas, matando a cinco policías e hiriendo a ocho. También resultaron heridos dos civiles. Johnson era un veterano de la Reserva del Ejército de los Estados Unidos de la guerra de Afganistán que según informes estaba enojado sobre tiroteos de la policía contra hombres negros y declaró que quería matar a personas de raza blanca, especialmente a policías blancos. El tiroteo ocurrió al final de una protesta pacífica del grupo Black Lives Matter contra los homicidios cometidos por la policía de Alton Sterling en Baton Rouge, Luisiana y Philando Castile en Falcon Heights, Minnesota, que habían ocurrido en los días precedentes.
Tras el tiroteo, la policía se enfrentó a Johnson en un garaje de estacionamiento, y se produjo un enfrentamiento. En la madrugada del 8 de julio la policía mató a Johnson con una bomba colocada en un robot de desactivación de bombas controlado a distancia. Fue la primera vez que un departamento de policía estadounidense utilizó un robot para matar a un sospechoso.
El tiroteo fue el incidente más letal para la policía de los Estados Unidos desde los atentados del 11 de septiembre de 2001, superando un par de tiroteos en marzo de 2009 en Oakland, California y un tiroteo en noviembre de 2009 en Lakewood, Washington, ambos de los cuales mataron a cuatro oficiales.

## Antecedentes
Una protesta del grupo activista Black Lives Matter se organizó en Dallas por el Next Generation Action Network en respuesta a la muerte de dos hombres, Alton Sterling y Philando Castile, por agentes de policía en Luisiana y Minnesota, respectivamente, días antes. La protesta de Dallas fue una de varias celebradas en los Estados Unidos en la noche del 7 de julio. Alrededor de 800 manifestantes estaban involucrados, y alrededor de 100 policías fueron asignados para proteger el evento y los alrededores. Antes de que ocurrió el tiroteo, no se informó de otros incidentes, y el evento era pacífico.

## Eventos
Johnson comenzó a disparar a las 8:58 p. m.. Uno de los presentes declaró haber oído de 50 a 75 disparos. El jefe de policía de Dallas, David Brown dijo que algunos de los agentes fueron disparados en la espalda, y que Johnson tenía algún conocimiento de la ruta de protesta. Más tarde dijo que Johnson había conducido su vehículo delante de los manifestantes para observar su trayectoria, y ha encontrado una oportunidad de disparar desde posiciones cercanas elevadas en edificios. El alcalde de Dallas, Mike Rawlings dijo que Johnson disparó de diferentes pisos de un edificio cercano. Al menos doce agentes respondieron a los disparos disparando de nuevo. Durante el tiroteo, los oficiales, sin saber de dónde venían los disparos, se esparcieron por las intersecciones de las manzanas y fueron expuestos a los disparos como resultado.
Otro espectador, que grabó un vídeo del evento con su teléfono celular desde su balcón de hotel, aseguró haber visto a Johnson, vestido con ropa táctica y armado con un fusil, a pie de calle. El transeúnte dijo que Johnson cargó su fusil y comenzó a disparar indiscriminadamente para atraer a los oficiales cerca de su posición. Cuando un oficial se acercó a una esquina, Johnson intercambió disparos con el mismo, forzando al oficial a cubrirse detrás de un pilar de hormigón. Johnson disparó a un lado de la columna, y luego corrió hacia el otro lado, emboscando al oficial, y le disparó varias veces desde atrás a quemarropa, causándole la muerte. Después de efectuar disparos adicionales en el cuerpo del oficial, Johnson huyó cuando agentes adicionales le dispararon.
Tras el tiroteo, Johnson fue alcanzado por las balas y escapó en un aparcamiento cercano. Siguiendo su rastro de sangre, los agentes se enfrentaron Johnson y dispararon contra él, al parecer alcanzándolo e hiriéndolo de nuevo. A continuación, se enfrentó a los agentes en un enfrentamiento en el garaje, disparando intermitentemente a ellos. Uno de los agentes resultó herido en el tiroteo. Un paquete sospechoso fue descubierto cerca del garaje y fue asegurado por un escuadrón de desactivación de explosivos. Brown dijo después que Johnson había declarado que el final estaba cerca, sus intenciones eran matar a más policías, y que había colocado explosivos en todo el garaje y el centro de Dallas. Brown también dijo: «Habíamos negociado con él durante unas dos horas, y básicamente sólo nos mintió, jugando juegos, riéndose de nosotros, cantando, preguntando cuántos consiguió [matar] y que quería matar a unos pocos más».
Durante las negociaciones, Johnson dijo que actuó solo y no era parte de ningún grupo. También según los informes, exigió hablar con agentes de policía negros solamente. Después de que las negociaciones fracasaron, el enfrentamiento terminó alrededor de las 2:30 a. m. del día siguiente, cuando Johnson fue muerto por alrededor de medio kilogramo de explosivo C-4 desplegado y activado por un vehículo de control remoto de desactivación de bombas. Un barrido del centro de Dallas no encontró presencia de explosivos. De acuerdo con el jefe Brown, Johnson había escrito las letras «RB» y otras marcas con sangre mientras estaba en el garaje de estacionamiento, lo que llevó a Brown a especular que Johnson pudo haber sido herido antes de ser muerto y que había estado tratando de escribir un mensaje.

## Víctimas
Johnson mató a cinco oficiales, hirió a ocho más y a otros dos.
Johnson disparó a la mayor parte de las víctimas durante las protestas, y a al menos un agente durante un tiroteo. Los muertos comprenden un oficial del Dallas Area Rapid Transit (DART) y cuatro agentes del Departamento de Policía de Dallas (DPD). Cuatro de los oficiales heridos eran del DPD, uno era de El Centro College, y los tres restantes eran de DART. Varios agentes heridos fueron transportados al hospital Parkland Memorial. Dos agentes fueron sometidos a cirugía. Johnson disparó a una persona no policía en la parte posterior de la pierna y le fracturó la tibia.
Los oficiales muertos fueron identificados como:
- Sargento del DPD Michael Smith, de 55 años, un exránger del ejército[39] que había estado con el departamento desde 1989.[8][40][41]
- Cpl. Superior del DPD Lorne Ahrens, de 48 años, que había estado con el departamento desde el año 2002.[8][42][43]
- Oficial del DPD Michael Krol, de 40 años, que había estado con el departamento desde 2007.[8][42][44]
- Oficial del DPD Patricio «Patrick» Zamarripa, de 32 años, marinero de la Armada[45] y veterano de la guerra de Irak que había estado con el departamento desde 2011.[8][46]
- Oficial del DART Brent Thompson, de 43 años, un exmarine[45] que había estado con el departamento desde 2009. Thompson fue el primer oficial del DART que muere en acto de servicio desde la creación del departamento en 1989.[8][20]

Este fue el incidente más mortífero para oficiales de policía en los Estados Unidos desde que 72 murieron en los atentados del 11 de septiembre de 2001, superando dos tiroteos en Lakewood, Washington y Oakland, California en 2009, donde en cada uno murieron cuatro agentes.

## Perpetrador
Micah Xavier Johnson (Mesquite, 2 de julio de 1991-Dallas, 8 de julio de 2016) era un residente de Mesquite, Texas. Cuando tenía cuatro años, sus padres se divorciaron. Johnson asistió a John Horn High School y participó en el programa del cuerpo de entrenamiento de oficiales subalternos del cuadro de reserva, de acuerdo con el Distrito Escolar Independiente de Mesquite. Se graduó de la secundaria en 2009. En la primavera de 2011, se inscribió en cuatro clases en Richland College, pero nunca completó ninguna de ellas.
En el momento de su muerte, Johnson era cuidador en el hogar para su hermano con discapacidad mental. Ambos hombres vivían con su madre en su casa. No tenía antecedentes penales en Texas.

### Servicio militar y baja
Johnson había servido en la Reserva del Ejército de los Estados Unidos de marzo de 2009 a abril de 2015, sirviendo como especialista en carpintería y albañilería. Johnson tenía el rango de soldado de primera clase y fue desplegado en Afganistán desde noviembre de 2013 hasta julio de 2014 con la 420.º brigada de ingenieros. Para su despliegue, pasó a través de la formación básica, la cual requiere cualificación en el manejo de un fusil M16 o carabina M4, fusiles básicos para el personal militar de los Estados Unidos. La gente que conoció a Johnson durante su tiempo en el ejército lo describieron como abiertamente religioso y socializando a menudo con soldados blancos.
En mayo de 2014, durante su despliegue, fue acusado de acoso sexual por una mujer soldado, quien solicitó una orden de restricción contra él y dijo que necesitaba asesoramiento sobre salud mental. Después de que el Ejército inició un procedimiento para darle de baja deshonrosamente, Johnson, por consejo de su abogado, renunció a su derecho a una audiencia a cambio de un cargo menor. Fue enviado de vuelta a los Estados Unidos con una recomendación del Ejército que no sea dado de baja honorable, considerado por su abogado como una decisión «muy inusual». Sin embargo, Johnson fue dado de baja honorable en septiembre de 2014.
Johnson recibió una Medalla de la Campaña de Afganistán con una estrella de campaña, una Medalla al Logro del Ejército, una Medalla de Servicio en la Defensa Nacional, una Medalla de Servicio en la Guerra Mundial Contra el Terrorismo, una Cinta de Servicio del Ejército, una Medalla de Reserva de las Fuerzas Armadas, y una Medalla OTAN por su período de servicio en Afganistán. Los premios son comunes para el personal militar que sirvió en una zona de guerra.

### Motivo
El jefe Brown dijo que Johnson, estaba molesto por los recientes tiroteos de la policía y el movimiento Black Lives Matter, y «declaró que quería matar a personas de raza blanca, especialmente a oficiales blancos». Un amigo y excompañero de trabajo de Johnson lo describió como «siempre [siendo] desconfiado de la policía». Otro excompañero de trabajo dijo que parecía «muy afectado» por los últimos tiroteos de la policía hacia hombres negros. Un amigo dijo que Johnson tuvo problemas de control de ira y veía repetidamente el video de la agresión a Rodney King en 1991 por agentes de policía.
Los investigadores no encontraron ningún vínculo entre Johnson y grupos terroristas o extremistas nacionales o internacionales. Una investigación sobre sus actividades en línea puso al descubierto su interés por grupos nacionalistas negros.
La página de Facebook ahora desactivada de Johnson mostró que le había dado «me gusta» a las páginas de organizaciones nacionalistas negras como el Nuevo Partido Pantera Negra, la Nación del Islam y los Israelitas negros, todos grupos considerados por el Southern Poverty Law Center como grupos de odio, y también había publicado críticas contra los blancos. De acuerdo con el activista comunitario Quanell X, Johnson había sido un miembro del capítulo en Houston del Nuevo Partido Pantera Negra durante seis meses. Una foto de su perfil mostrando a Johnson levantando el brazo en un saludo del Black Power, junto con imágenes de un símbolo del Black Power y una bandera asociada con el movimiento del panafricanismo.
Por el contrario, las personas familiarizadas con Johnson durante su servicio militar creyeron que pudo haber sido muy estresado por el servicio en una zona de combate. También dijeron que Johnson tenía poco interés en temas de injusticia racial y el asesinato de Trayvon Martin que se produjo en el momento.

### Planificación
El jefe Brown dijo que mientras que Johnson había sido la planificación de los disparos antes de la muerte de Sterling y Castile, ambos incidentes sirvieron como disparador para cometer el tiroteo y que vio la protesta de Dallas como «una oportunidad» para atacar a agentes de policía. Johnson se había ofrecido a trabajar de seguridad en una manifestación contra Donald Trump dirigida por el activista de los derechos civiles de Dallas, el reverendo Peter Johnson el 16 de junio, pero él insistió en traer un arma de fuego, por lo que el reverendo disminuido.
De acuerdo con la policía y un vecino, Johnson practicó ejercicios militares en su patio trasero. En 2014, Johnson recibió entrenamiento e instrucción en una escuela de defensa personal privada que enseña tácticas especiales como «disparar en movimiento», en el que un hombre armado dispara rápidamente y luego cambia de posición antes de reanudar los disparos. La táctica fue diseñada para mantener la ubicación de un hombre armado incierta y crear la impresión de múltiples tiradores. Los investigadores creyeron que empezó a amasar su arsenal en la misma época, almacenando armas de fuego y recolectando productos químicos y dispositivos necesarios para construir explosivos y tubería de PVC.

## Consecuencias
DART suspendió el servicio en el centro de Dallas después del tiroteo, pero se reanudó a la mañana siguiente con la excepción de la estación de West End. La Administración Federal de Aviación emitió una restricción temporal de vuelo para la aviación civil por las inmediaciones donde se produjo el tiroteo, permitiendo solo a los aviones de la policía en el espacio aéreo. El Centro College canceló todas las clases del 8 de julio.

### Investigación
La policía determinó que Johnson utilizó un fusil semiautomático Saiga y un arma corta con cargador de alta capacidad. También llevaba un chaleco antibalas. El día después del tiroteo, búsquedas se realizaron en casa de la familia de Johnson. Materiales para fabricar bombas, chalecos antibalas, fusiles, municiones y un «diario personal de tácticas de combate» con «instrucción en técnicas de tiro y movimientos tácticos» fueron recuperados de la casa por los detectives. El jefe Brown dijo que la evidencia recuperada apuntaba a que Johnson había practicado detonaciones y tenía suficiente material explosivo para causar «efectos devastadores» a lo largo de Dallas y el área del norte de Texas. 200 oficiales fueron entrevistados durante el curso de la investigación. Los investigadores están examinando la computadora portátil, el diario y el teléfono celular de Johnson.
Funcionarios dijeron inicialmente que dos o más francotiradores realizaron los disparos, pero más tarde dijeron que Johnson parece haber sido el único hombre armado, con todos los disparos trazados de nuevo a él. Otras tres personas fueron detenidas por la policía, pero las autoridades no han dicho qué papeles han jugado. Estas tres incluyeron dos personas vistas llevando bolsas de camuflaje y dejando la escena del tiroteo en Lamar Street. Ambas fueron detenidas después de una persecución de diez kilómetros. Se determinó luego que las personas detenidas estaban huyendo de manifestantes que se encontraban ya sea armados o llevando municiones. Sin embargo, la policía anunció el 9 de julio que continuaban investigando si Johnson actuó solo o conspiró con otros en la planificación del tiroteo.

### Uso de un robot policía para matar a Johnson
Algunos expertos creen que esto fue la primera vez en la historia de Estados Unidos un robot fue utilizado por la policía para entregar la fuerza letal contra un sospechoso. El Remotec Modelo F-5, un vehículo de control remoto de desactivación de explosivos utilizado por la policía, fue aparejado con alrededor de 0.5 kilogramos de explosivo C-4, matando a Johnson y poniendo fin al enfrentamiento. La decisión se tomó después de que se llegó a la conclusión de que el fuertemente armado Johnson se había asegurado a sí mismo detrás de una esquina de ladrillos, y que no había forma segura para la policía de llegar a Johnson o alcanzarlo con un francotirador.
Hubo diversas reacciones al uso letal de un robot por la policía. P. W. Singer, un experto en robótica en la fundación New America, dijo que era la primera instancia de la que era consciente de un robot que se utiliza letal por la policía. Seth Stoughton, profesor adjunto de derecho en la Universidad de Carolina del Sur, dijo: «Esta es una especie de nuevo horizonte para la tecnología de la policía. Los robots han estado alrededor por un tiempo, pero su uso para entregar explosivos plantea algunas cuestiones nuevas».
Para este efecto, dijo Stoughton, «No estoy al tanto de cualquier departamento de policía que tiene en la mano algo que está destinado a ser utilizado como un arma explosiva». Stoughton consideró que la forma en que la policía utilizó el robot fue justificada debido a que Johnson supuso una amenaza inminente a la policía, diciendo: «Las circunstancias que justifican la fuerza letal justifican la fuerza letal en esencialmente todas las formas». Stoughton añadió: «Esto también abre la puerta para que los delincuentes o los ciudadanos usen fuerza explosiva letal. Por lo general no utilizamos explosivos a los ciudadanos estadounidenses por un número de razones. Es extremadamente irresponsable». Matt Blaze, un conocido investigador de seguridad, escribió en Twitter que estaba preocupado por cómo se había asegurado el enlace de control para el robot, añadiendo que «[las] apuestas suben hacia arriba cuando algo como esto es reutilizado como un arma».

## Reacciones
El gobernador de Texas, Greg Abbott, ordenó al director del Departamento de Seguridad Pública de Texas a ofrecer cualquier tipo de asistencia a Dallas cuando se le solicite. También dijo, «En momentos como este hay que recordar y enfatizar la importancia de unirnos como estadounidenses». El teniente gobernador de Texas, Dan Patrick atribuyó la violencia a personas en las redes sociales, «exmanifestantes de Black Lives Matter», y otros con puntos de vista antipolicíacos, expresando arrepentimiento más tarde por su declaración.
El presidente de los Estados Unidos Barack Obama llamó a los disparos un «vicioso, calculado, despreciable ataque» y una «tremenda tragedia». También hizo llamadas inmediatas para el control de armas. La Orden Fraternal de la Policía, el mayor sindicato de policía en los Estados Unidos, llamó por el tiroteo a ser investigado como un delito de odio y criticó la respuesta del presidente Obama, diciendo que necesitaba hablar en nombre de todos y no dar un discurso para los oficiales de policía y otro discurso para los afroamericanos.
La fiscal general de los Estados Unidos Loretta Lynch dijo que agentes de la ATF, FBI, Cuerpo de Alguaciles y otras agencias del Departamento de Justicia de los Estados Unidos estaban en la escena trabajando con las agencias estatales y locales. Lynch indicó que la respuesta apropiada a la incertidumbre y el miedo «no es la violencia», sino la «acción calma, pacífica, colaborativa y decidida». Lynch dijo: «Para todos los estadounidenses, les pido, les imploro, no dejen que esta semana precipite un nuevo orden en este país».
Los líderes asociados con el movimiento Black Lives Matter condenaron el tiroteo. Después de los tiroteos en Dallas, Luisiana y Minnesota, el gobierno de Bahamas emitió una advertencia de viaje diciendo a los ciudadanos a tener cuidado cuando viajen a los Estados Unidos debido a las tensiones raciales. Recomienda específicamente que los jóvenes utilizen «extrema precaución» al interactuar con la policía y actuar en una manera de no confrontación y de cooperación.